# Persone di nome Marguerite
| Questa pagina contiene informazioni ricavate automaticamente dalle voci biografiche con l'ausilio del template Bio e di un bot. L'aggiornamento è periodico e automatico e ricostruisce completamente la pagina. Se manca una persona in questa lista, sei pregato di non aggiungerla, ma accertati piuttosto che la sua voce biografica contenga il template Bio e che i dati anagrafici siano correttamente compilati. Se il template Bio manca, inseriscilo tu stesso o, in alternativa, metti l'avviso {{tmp\|Bio}} che ne segnala la mancanza. Se i dati riportati sono sbagliati, correggi direttamente la voce biografica; le modifiche saranno visibili in questa lista entro pochi giorni. Per chiarimenti vedi il progetto antroponimi. La lista contiene solo le 67 persone che sono citate nell'enciclopedia e per le quali è stato implementato correttamente il template Bio. Pagina aggiornata al 22 lug 2025. |

Questa è una lista di persone presenti nell'enciclopedia che hanno il nome Marguerite, suddivise per attività principale.

## Alpiniste(1)
- Meta Brevoort, alpinista statunitense (New York, n. 1825 - † 1876)

## Altiste(1)
- Marguerite Nicolas, altista francese (Perros-Guirec, n. 1916 - Clichy, † 2001)

## Archeologhe(1)
- Jacqueline Pirenne, archeologa francese (Neuilly-sur-Seine, n. 1918 - Strasburgo, † 1990)

## Astronome(1)
- Marguerite Laugier, astronoma francese (Boulogne-sur-Mer, n. 1896 - Nizza, † 1976)

## Attrici(14)
- Marguerite Chapman, attrice statunitense (Chatham, n. 1918 - Burbank, † 1999)
- Marguerite Churchill, attrice statunitense (Kansas City, n. 1910 - Broken Arrow, † 2000)
- Marguerite Clark, attrice statunitense (Cincinnati, n. 1883 - New York, † 1940)
- Marguerite Clayton, attrice statunitense (Ogden, n. 1891 - Los Angeles, † 1968)
- Marguerite Courtot, attrice statunitense (Summit, n. 1897 - Long Beach, † 1986)
- Marguerite De La Motte, attrice statunitense (Duluth, n. 1902 - San Francisco, † 1950)
- Anne Gwynne, attrice statunitense (Waco, n. 1918 - Los Angeles, † 2003)
- Marguerite MacIntyre, attrice e sceneggiatrice statunitense (Michigan, Stati Uniti, n. 1965)
- Marguerite Marsh, attrice statunitense (Lawrence, n. 1888 - New York, † 1925)
- Maggie McNamara, attrice e modella statunitense (New York, n. 1928 - New York, † 1978)
- Marguerite Moreno, attrice francese (Parigi, n. 1871 - Touzac, † 1948)
- Marguerite Moreau, attrice statunitense (Riverside, n. 1977)
- Marguerite Nichols, attrice statunitense (Los Angeles, n. 1891 - Los Angeles, † 1941)
- Marguerite Snow, attrice statunitense (Salt Lake City, n. 1889 - Los Angeles, † 1958)

## Attrici teatrali(2)
- Mademoiselle Montansier, attrice teatrale e impresaria teatrale francese (Bayonne, n. 1730 - Parigi, † 1820)
- Marguerite Jamois, attrice teatrale francese (Parigi, n. 1901 - † 1964)

## Avvocati(1)
- Élie Guadet, avvocato, politico e rivoluzionario francese (Saint-Émilion, n. 1758 - Bordeaux, † 1794)

## Cantanti(3)
- Fréhel, cantante e attrice francese (Parigi, n. 1891 - Parigi, † 1951)
- Margo Lion, cantante, cabarettista e attrice francese (Costantinopoli, n. 1899 - Parigi, † 1989)
- Habiba Msika, cantante, danzatrice e attrice tunisina (Testour, n. 1903 - Tunisi, † 1930)

## Chimiche(1)
- Marguerite Perey, chimica francese (Villemomble, n. 1909 - Louveciennes, † 1975)

## Collezioniste d'arte(1)
- Peggy Guggenheim, collezionista d'arte e mecenate statunitense (New York, n. 1898 - Camposampiero, † 1979)

## Ginnaste(1)
- Marguerite Lafiteau, ginnasta e cestista francese (Clichy, n. 1909 - Clichy, † 2015)

## Giornaliste(3)
- Marguerite Durand, giornalista francese (Parigi, n. 1864 - Parigi, † 1936)
- Marguerite Harrison, giornalista, scrittrice e agente segreto statunitense (Baltimora, n. 1879 - Baltimora, † 1967)
- Marguerite Higgins, giornalista statunitense (Hong Kong, n. 1920 - Washington, † 1966)

## Letterate(1)
- Marguerite Caetani, letterata, giornalista e collezionista d'arte statunitense (Waterford, n. 1880 - Ninfa, † 1963)

## Mezzosoprani(2)
- Marguerite Macé-Montrouge, mezzosoprano francese (Parigi, n. 1836 - Parigi, † 1898)
- Marguerite Sylva, mezzosoprano belga (Bruxelles, n. 1875 - Glendale, † 1957)

## Modelle(1)
- Marguerite Gachet, modella francese (Parigi, n. 1869 - † 1949)

## Montatrici(1)
- Marguerite Renoir, montatrice francese (Parigi, n. 1906 - Vigneux-sur-Seine, † 1987)

## Nobildonne(3)
- Marguerite de Thibouville, nobildonna francese (Château de Fontaine-la-Soret, n. 1362 - † 1419)
- Marguerite de La Rocque, nobildonna francese
- Marguerite de Rohan, nobildonna francese (n. 1617 - Parigi, † 1684)

## Nuotatrici(1)
- Marguerite Dockrell, nuotatrice irlandese (Dublino, n. 1912 - Northampton, † 1983)

## Pianiste(2)
- Marguerite Long, pianista e insegnante francese (Nîmes, n. 1874 - Parigi, † 1966)
- Marguerite Monnot, pianista e compositrice francese (Decize, n. 1903 - Parigi, † 1961)

## Pittrici(2)
- Marguerite Delorme, pittrice francese (Lunéville, n. 1876 - Lilla, † 1946)
- Marguerite Gérard, pittrice francese (Grasse, n. 1761 - Parigi, † 1837)

## Politiche(3)
- Marguerite Church, politica e psicologa statunitense (New York, n. 1892 - Evanston, † 1990)
- Solange Fernex, politica e attivista francese (Strasburgo, n. 1934 - Biederthal, † 2006)
- Marguerite Pindling, politica bahamense (South Andros, n. 1932)

## Psicologhe(1)
- Marguerite Sechehaye, psicologa svizzera (Ginevra, n. 1887 - Ginevra, † 1964)

## Religiose(4)
- Marguerite Bernes, religiosa francese (Algeri, n. 1901 - Alessandria d'Egitto, † 1996)
- Marguerite Bourgeoys, religiosa francese (Troyes, n. 1620 - Montréal, † 1700)
- Margherita Porete, religiosa e scrittrice francese (Hennegau - Parigi, † 1310)
- Marguerite Rutan, religiosa francese (Metz, n. 1736 - Dax, † 1794)

## Sceneggiatrici(1)
- Marguerite Bertsch, sceneggiatrice e regista statunitense (New York, n. 1889 - Houston, † 1967)

## Schermitrici(1)
- Marguerite Lavagne, ex schermitrice francese

## Scrittrici(7)
- Marguerite Abouet, scrittrice e fumettista ivoriana (Abidjan, n. 1971)
- Marguerite Audoux, scrittrice francese (Sancoins, n. 1863 - Saint-Raphaël, † 1937)
- Hélisenne de Crenne, scrittrice, poetessa e traduttrice francese (Abbeville, n. 1510 - Île-de-France, † 1552)
- Marguerite Duras, scrittrice, regista e sceneggiatrice francese (Saigon, n. 1914 - Parigi, † 1996)
- Rachilde, scrittrice francese (Chateau l'Eveque, n. 1860 - Parigi, † 1953)
- Marguerite di Blessington, scrittrice irlandese (Clonmel, n. 1789 - Parigi, † 1849)
- Marguerite Yourcenar, scrittrice, poetessa e saggista francese (Bruxelles, n. 1903 - Mount Desert, † 1987)

## Scultrici(1)
- Marguerite Syamour, scultrice francese (Bréry, n. 1857 - Parigi, † 1945)

## Soprani(3)
- Marguerite Carré, soprano francese (Cabourg, n. 1880 - Parigi, † 1947)
- Marguerite Namara, soprano e attrice statunitense (Cleveland, n. 1888 - Marbella, † 1974)
- Marguerite Piazza, soprano e filantropa statunitense (New Orleans, n. 1920 - Memphis, † 2012)

## Tenniste(1)
- Marguerite Broquedis, tennista francese (Pau, n. 1893 - Orléans, † 1983)

## Senza attività specificata(2)
- Marguerite Hessein de la Sablière, francese (n. 1640 - † 1693)
- Marguerite Porter, ex ballerina britannica (Doncaster, n. 1948)